# Moves Like Jagger
"Moves Like Jagger" là một bài hát của ban nhạc Mỹ Maroon 5 với sự góp giọng của ca sĩ nhạc pop Christina Aguilera. Bài hát phát hành vào ngày 21 tháng 6 năm 2011 trên iTunes sau màn biểu diễn tại chương trình The Voice. "Moves Like Jagger" được viết bởi Adam Levine, Benny Blanco, Ammar Malik, Shellback, và được sản xuất bởi Shellback và Blanco. Nó còn được nằm trong phiên bản tái phát hành Hands All Over của ban nhạc. Lời bài hát nói về việc một anh chàng muốn gây ấn tượng với cô gái mình thích bằng những điệu nhảy như Mick Jagger. Ca khúc xuất hiện lần đầu tiên trên bảng xếp hạng Billboard Hot 100 ở vị trí thứ 8, sau đó thống trị ở đầu bảng, trở thành đĩa đơn quán quân kế tiếp của Maroon 5 sau đĩa đơn "Makes Me Wonder" (2007) và của Aguilera sau đĩa đơn "Lady Marmalade" (2001). "Moves Like Jagger" cũng là bài hát đầu tiên được thể hiện bởi hai nghệ sĩ đều từng giành được Giải Grammy cho Nghệ sĩ mới xuất sắc nhất có mặt trên bảng Hot 100.
Video của bài hát được quay bởi đạo diễn nổi tiếng Jonas Akerlund, công chiếu vào ngày 8 tháng 8 năm 2011. Video có sự xuất hiện của Christina Aguilera, Mick Jagger và cả những đoạn video cũ cùng những bước nhảy đặc trưng của ông. Bài hát đã được đề cử Giải Grammy cho hạng mục "Thể hiện nhạc Pop bởi cặp song ca hoặc nhóm xuất sắc nhất" ở Giải Grammy lần thứ 54.

## Cấu trúc bài hát
"Moves Like Jagger" là một bài hát disco-pop và electropop, cùng sự pha trộn giữa rock và soul., có nền synth đập lùng bùng, beat nhanh và tiếng trống điện tử. Robbie Daw của trang Idolator viết rằng "Moves Like Jagger" đã gợi nhớ lại bài hát kinh điển Miss You của Rolling Stones, thêm vào phần giọng của Levine bị bóp méo một chút ở điệp khúc. Nối tiếp phần mở đầu là tiếng huýt sáo và phần đệm guitar ngẫu hứng, Levine cố gây ấn tượng với cô gái anh thích bằng những điệu nhảy như Mick Jagger, còn Aguilera xuất hiện một cách trêu chọc với chất cao đặc trưng ở giữa phần chuyển đoạn.

## Phê bình - nhận xét
Bill Lamb của About.com đánh giá cao bài hát, cho bài hát 4.5 trên 5 sao. Lamb viết rằng rất ấn tượng với giai điệu nhẹ nhàng, sôi nổi, lời bài hát sâu sắc và sự hòa hợp trong giọng hát của Levine và Aguilera, đồng thời gọi nó là bài hát nổi bật của mùa hè Robbie Daw từ Idolator viết "Dù phải mất đến 2 phút 15 giây, giọng ca truyền cảm của Christina Aguilera mới cất lên trong "Moves Like Jagger", nhưng rõ ràng cô thu hút toàn bộ sự chú ý vào đó." Daw còn nói thêm rằng đây là sản phẩm hay nhất của cả hai trong vài năm gần đây. Gọi bài hát là một ứng cử viên sáng giá cho danh hiệu bài hát của hè 2011, James Dinh từ MTV Newsroom còn viết "Adam Levine và Christina Aguilera đã biến tình bạn của họ trên The Voice thành một sản phẩm âm nhạc." Scott Schelter từ Pop Crush cho "Moves Like Jagger" 4.5 trên 5 sao. Schelter gọi bài hát "vui vẻ và sẽ khiến mọi người nhảy theo" và viết "bài hát vẫn rất tuyệt khi không có Aguilera, nhưng sự xuất hiện của cô ấy khiến nó còn tuyệt vời hơn." Robert Copsey viết trên Digital Spy: "Giai điệu tươi vui, dễ nhớ và tiếng bass búng tay ngẫu hứng sẽ đem đến cho người nghe những phút giây dễ chịu, thư giãn, thêm đó là sự xuất hiện ngắn, dễ thương nhưng hoàn hảo của Xtina. Chúng ta hẳn đã biết rõ cô ấy, những vẫn có những bất ngờ thú vị với nó. Độc giả tạp chí Rolling Stone đã bình chọn đây là một trong 10 bài hát của mùa hè 2011.
Nói về giọng hát của Aguilera trong ca khúc, Adam Levine cho biết: "Nó thật quá tuyệt vời. Cô ấy cực kỳ tài năng. Tôi hoàn toàn tin tưởng cô ấy. Quả là một ca sĩ chuyên nghiệp. Tôi thích việc Christina kiềm chế giọng hát của mình. Việc làm đó rất khác lạ đối với Christina. Tôi yêu cách Christina truyền tải bài hát."

## Video clip

Adam Levine và Christina Aguilera trong video bài hát

Video âm nhạc cho bài hát được thực hiện dưới bàn tay của đạo diễn Jonas Åkerlund, khởi quay từ ngày 8 tháng 7 năm 2011 ở Los Angeles. Ngày 9 tháng 7, Aguilera đăng một bức ảnh của mình trong video trên trang Twitter và lời nhắn "Thật tuyệt khi được làm việc với Jonas Åkerlund. Ông ấy đem đến những ý tưởng hoàn hảo cho bài hát. Mục tiêu sẽ là một video vui nhộn." Bức ảnh là cảnh Aguilera biểu diễn cùng ban nhạc trước quốc kì Mỹ. Bốn bức ảnh Levine cởi trần tong viddeo cũng được tung lên mạng ngay trong hôm đó. Thêm những hình ảnh từ video xuất hiện trên mạng vào ngày 11 tháng 7, gồm những cảnh Aguilera cùng Levine đứng hát trước nền cờ Anh và Mỹ với nhiều kim tuyến được rải xuống từ trên trần và Aguilera biểu diễn trên nền đen có dòng chữ "Christina" màu hồng. ng
Video được ra mắt ngày 8 tháng 8 năm 2011 trên kênh E! và Vevo. Video bắt đầu tại hậu trường ở một rạp chiếu phim, khung ảnh của đội ngũ hậu trường đang chuẩn bị ánh sáng, trang phục chuẩn bị quay hình. Tiếp nối là đoạn phỏng vấn Mick Jagger thức hiện bởi Michael Parkinson về những dự án âm nhạc cho nhóm. Ngay sau đó là khúc dạo đầu của bài hát vang lên, những vũ công ăn mặc giống Jagger và nhún nhảy theo phong cách của ông, xen vào đó là hình ảnh của chính Jagger và các thành viên trong ban nhạc Adam Levine, James Valentine, Jesse Carmichael, Michael Madden và Matt Flynn. Còn Aguilera biểu diễn cùng ban nhạc với phía sau là nền cờ Anh. Sau đoạn hát của Aguilera, lá cờ Mỹ bung xuống cùng với muôn vàn pháo giấy, kim tuyến và bong bóng. The Huffington Post nhận xét về video "Chúng tôi không chắc Levine và Aguilera có thể làm được như Mick, một lần nữa, không gì có thể sánh với bản gốc. Điều tốt nhất mà họ đã làm là cố gắng mô phỏng lại sự vĩ đại của Jagger - và Levine và Aguilera đã làm điều đó khá tốt."

## Biểu diễn trên sân khấu
- Màn biểu diễn "Moves Like Jagger" trên The Voice

"Moves Like Jagger" được biểu diễn lần đầu tiên vào ngày 21 tháng 6 năm 2011, trong chương trình thi tài năng The Voice mà cả Aguilera và Adam Levine (ca sĩ chính của Maroon 5) làm giám khảo và người hướng dẫn. Maroon cũng nhiều lần biểu diễn bài hát một mình trên các sân khấu của America's Got Talent, trước trận đấu khai mạc mùa giải NFL 2011, The Ellen DeGeneres Show và Saturday Night Live. Ban nhạc sẽ biểu diễn "Moves Like Jagger" tại lễ trao giải American Music Awards vào tháng 11 với sự có mặt của Aguilera.

## Danh sách ca khúc và định dạng
- Tải nhạc số[1]

1. "Moves Like Jagger" (có sự tham gia của Christina Aguilera) – 3:21

- Đĩa CD[23]

1. "Moves Like Jagger" (có sự tham gia của Christina Aguilera) – 3:21
2. "Moves Like Jagger" (có sự tham gia của Christina Aguilera) (Soul Seekerz Radio Edit) – 3:25

- EP phối lại[24]

1. Moves Like Jagger" (có sự tham gia của Christina Aguilera (Soul Seekerz Radio Edit) - 3:24
2. Moves Like Jagger" (có sự tham gia của Christina Aguilera (Soul Seekerz Club Mix) - 7:20
3. Moves Like Jagger" (có sự tham gia của Christina Aguilera (Cutmore Radio Edit) - 3:38
4. Moves Like Jagger" (có sự tham gia của Christina Aguilera (Cutmore Club Mix) - 6:22
5. Moves Like Jagger" (có sự tham gia của Christina Aguilera (Cutmore Dub) - 6:22
6. Moves Like Jagger" (có sự tham gia của Christina Aguilera (Michael Carrera Darkroom Radio Edit) - 4:24
7. Moves Like Jagger" (có sự tham gia của Christina Aguilera (Michael Carrera Darkroom Club Mix) - 7:29

- US Promo CD[25]

1. "Moves Like Jagger (Cutmore Club Mix) - 6:24
2. "Moves Like Jagger (Cutmore Dub Mix) - 6:24
3. "Moves Like Jagger (Cutmore Radio Edit - Clean) - 3:40
4. "Moves Like Jagger (Michael Carrera Darkroom Radio Edit - Clean) - 4:26
5. "Moves Like Jagger (Michael Carrera Darkroom Remix) - 7:31
6. "Moves Like Jagger (Soul Seekerz Club Mix) - 7:22
7. "Moves Like Jagger (Soul Seekerz Radio Edit - Clean) - 3:24

## Bảng xếp hạng và chứng nhận doanh số
Trong số ra ngày 9 tháng 7 năm 2011, "Moves Like Jagger" xuất hiện lần đầu tiên tại bảng Billboard Hot 100 ở vị trí thứ 8, trở thành hit nằm trong top 10 thứ tư của Maroon 5 và thứ chín của Aguilera. "Moves Like Jagger" cũng từng đứng hạng 2 trên bảng Hot Digital Songs với 213.000 bản được tiêu thụ, sau đó vươn đến vị trí đầu bảng. Cho tới nay, nó là đĩa đơn thành công nhất của ban nhạc.
Đối với Aguilera, "Moves Like Jagger" giúp cô trở thành nghệ sĩ thứ tám có đĩa đơn quán quân tại Mỹ trong 3 thập niên liền. Còn Adam Levine trở thành nghệ sĩ đầu tiên trong lịch sử 53 năm của Billboard có đĩa đơn quán quân với tư cách thành viên ban nhạc, và một đĩa đơn top 10 cùng thời điểm với tư cách nghệ sĩ solo (với đĩa đơn Stereo Hearts).
"Moves Like Jagger" cũng từng đứng đầu bảng xếp hạng iTunes Mỹ, Canada, Úc, New Zealand, Đan Mạch, Thụy Điển, Hà Lan, Ireland, México...
| Bảng xếp hạng (2011)                            | Vị trí cao nhất |
| ----------------------------------------------- | --------------- |
| Úc (ARIA)                                       | 2               |
| Áo (Ö3 Austria Top 40)                          | 1               |
| Bỉ (Ultratop 50 Flanders)                       | 4               |
| Bỉ (Ultratop 50 Wallonia)                       | 4               |
| Bulgary (IFPI)                                  | 1               |
| Canada (Canadian Hot 100)                       | 1               |
| Croatia (HRT)                                   | 1               |
| Cộng hòa Séc (Rádio Top 100)                    | 2               |
| Đan Mạch (Tracklisten)                          | 1               |
| Châu Âu (Euro Digital Songs)                    | 1               |
| Phần Lan (Suomen virallinen lista)              | 1               |
| Pháp (SNEP)                                     | 3               |
| Đức (GfK)                                       | 2               |
| Hy Lạp (IFPI)                                   | 1               |
| Hungary (Rádiós Top 40)                         | 1               |
| Ireland (IRMA)                                  | 1               |
| Israel (Media Forest)                           | 1               |
| Ý (FIMI)                                        | 2               |
| Nhật Bản (Japan Hot 100)                        | 30              |
| Lebanon (The Official Lebanese Top 20)          | 1               |
| Luxembourg (Billboard)                          | 1               |
| Mexican Airplay Chart (Billboard International) | 1               |
| Hà Lan (Dutch Top 40)                           | 1               |
| Hà Lan (Single Top 100)                         | 2               |
| New Zealand (Recorded Music NZ)                 | 1               |
| Na Uy (VG-lista)                                | 1               |
| Ba Lan (Polish Airplay Top 5)                   | 1               |
| Bồ Đào Nha (Billboard)                          | 1               |
| Scotland (OCC)                                  | 1               |
| Serbia (IFPI)                                   | 1               |
| Slovakia (Rádio Top 100)                        | 1               |
| Nam Phi (Mediaguide)                            | 1               |
| Hàn Quốc (GAON)                                 | 1               |
| Tây Ban Nha (PROMUSICAE)                        | 3               |
| Spanish Airplay Chart                           | 1               |
| Thụy Điển (Sverigetopplistan)                   | 1               |
| Thụy Sĩ (Schweizer Hitparade)                   | 5               |
| Anh Quốc (OCC)                                  | 2               |
| Hoa Kỳ Billboard Hot 100                        | 1               |
| Hoa Kỳ Pop Airplay (Billboard)                  | 1               |
| Hoa Kỳ Adult Pop Airplay (Billboard)            | 1               |
| Hoa Kỳ Adult Contemporary (Billboard)           | 7               |
| Hoa Kỳ Dance Club Songs (Billboard)             | 9               |
| Venezuela Pop/Rock Songs (Record Report)        | 1               |

| Quốc gia                                                                           | Chứng nhận  | Số đơn vị/doanh số chứng nhận |
| ---------------------------------------------------------------------------------- | ----------- | ----------------------------- |
| Úc (ARIA)                                                                          | 9× Bạch kim | 630.000^                      |
| Bỉ (BEA)                                                                           | Vàng        | 15.000*                       |
| Canada (Music Canada)                                                              | 7× Bạch kim | 560.000*                      |
| Đan Mạch (IFPI Đan Mạch)                                                           | 2× Bạch kim | 60.000^                       |
| Phần Lan (Musiikkituottajat)                                                       | Bạch kim    | 10,022                        |
| Pháp (SNEP)                                                                        | Vàng        | 150.000*                      |
| Đức (BVMI)                                                                         | Bạch kim    | 500.000^                      |
| Ý (FIMI)                                                                           | 2× Bạch kim | 60.000*                       |
| New Zealand (RMNZ)                                                                 | 3× Bạch kim | 45.000*                       |
| Hàn Quốc (Gaon Chart)                                                              | —           | 4,552,286                     |
| Tây Ban Nha (PROMUSICAE)                                                           | Bạch kim    | 40.000*                       |
| Thụy Điển (GLF)                                                                    | 5× Bạch kim | 100.000‡                      |
| Thụy Sĩ (IFPI)                                                                     | Bạch kim    | 30.000^                       |
| Anh Quốc (BPI)                                                                     | 2× Bạch kim | 1,283,972                     |
| Hoa Kỳ (RIAA)                                                                      | 6× Bạch kim | 6,119,000^                    |
| * Chứng nhận dựa theo doanh số tiêu thụ. ^ Chứng nhận dựa theo doanh số nhập hàng. |             |                               |

| Bảng xếp hạng (2011)                       | Vị trí |
| ------------------------------------------ | ------ |
| Úc (ARIA)                                  | 3      |
| Áo (Ö3 Austria Top 40)                     | 22     |
| Canada (Canadian Hot 100)                  | 5      |
| Đan Mạch (Tracklisten)                     | 1      |
| Đức (Media Control AG)                     | 15     |
| Hy Lạp (IFPI)                              | 45     |
| Hungary (Rádiós Top 40)                    | 13     |
| Ireland (IRMA)                             | 7      |
| Israel (Media Forest)                      | 5      |
| Ý (FIMI)                                   | 9      |
| Nhật Bản (Japan Hot 100)                   | 56     |
| Hà Lan (Dutch Top 40)                      | 3      |
| Hà Lan (Mega Single Top 100)               | 6      |
| New Zealand (RIANZ)                        | 2      |
| Ba Lan (ZPAV)                              | 39     |
| Serbia (IFPI)                              | 6      |
| Hàn Quốc (Gaon Chart Quốc tế)              | 1      |
| Thụy Điển (Digilistan)                     | 5      |
| Thụy Sĩ (Schweizer Hitparade)              | 17     |
| Tây Ban Nha (PROMUSICAE)                   | 21     |
| Liên hiệp Anh (Official Charts Company)    | 2      |
| Hoa Kỳ Billboard Hot 100                   | 9      |
| Hoa Kỳ Pop Songs                           | 10     |
| Venezuela Pop Rock General (Record Report) | 3      |

| Bảng xếp hạng (2012)                       | Vị trí |
| ------------------------------------------ | ------ |
| Canada (Canadian Hot 100)                  | 17     |
| Greek Airplay Chart                        | 65     |
| Hungary (Rádiós Top 40)                    | 18     |
| Israel (ACUM)                              | 7      |
| Ba Lan (ZPAV)                              | 14     |
| Hàn Quốc (Gaon Chart                       | 55     |
| Hàn Quốc (Gaon Chart Quốc tế)              | 2      |
| Tây Ban Nha (PROMUSICAE)                   | 33     |
| Thụy Điển (Digilistan)                     | 45     |
| Liên hiệp Anh (Official Charts Company)    | 58     |
| Hoa Kỳ Billboard Hot 100                   | 36     |
| Venezuela Pop Rock General (Record Report) | 28     |

## Lịch phát hành
| Quốc gia    | Ngày                | Định dạng        |
| ----------- | ------------------- | ---------------- |
| Canada      | 21 tháng 6 năm 2011 | Download nhạc số |
| Mỹ          | 21 tháng 6 năm 2011 | Download nhạc số |
| Úc          | 22 tháng 6 năm 2011 | Download nhạc số |
| Đan Mạch    | 22 tháng 6 năm 2011 | Download nhạc số |
| Pháp        | 22 tháng 6 năm 2011 | Download nhạc số |
| Hà Lan      | 22 tháng 6 năm 2011 | Download nhạc số |
| New Zealand | 22 tháng 6 năm 2011 | Download nhạc số |
| Thụy Điển   | 22 tháng 6 năm 2011 | Download nhạc số |
| Anh         | 14 tháng 8 năm 2011 | Download nhạc số |
| Đức         | 26 tháng 8 năm 2011 | Đĩa CD           |